# Xanthen
Xanthen (gr. „xanthos“ = gelb) ist ein tricyclischer Ether und damit eine heterocyclische Verbindung. Die Xanthenfarbstoffe, beispielsweise die Rhodamine, Fluorescein sowie Eosin B und Eosin Y, haben die Grundstruktur des Xanthens.

## Eigenschaften, Darstellung und Verwendung
Xanthen kristallisiert in gelblichen Blättchen, die sich gut in unpolaren Lösungsmitteln wie Benzol, Diethylether und Chloroform, schlecht in Ethanol und nicht in Wasser lösen. Die Synthese des Xanthen erfolgt aus Xanthon durch katalytische Hydrierung oder durch Destillation mit Zinkstaub. Bei der Oxidation entsteht wiederum in Umkehrung der Synthese Xanthon. Verwendet wird Xanthen in der organischen Synthese sowie als Fungizid. In Deutschland, Österreich und der Schweiz besteht keine Zulassung als Pflanzenschutzmittel.